# Ark Invest
ARK Investment Management LLC er et amerikansk investment management-firma, der ligger i St. Petersburg, Florida der forvalter adskillige aktive investerings børshandelde fonde (ETF'er). Selskabet blev grundlagt af Cathie Wood i 2014. På sit højdepunkt i februar 2021 havde selskabet for $50 mia. aktiver under forvaltning. I maj 2022 var disse aktiver faldet til $15,9 mia. efter en periode med store tab.
ARK Invest fokuserer på investering i disruptiv teknologi. Disse teknologier inkluderer kunstig intelligens, DNA-sekventering, CRISPR genmodificering, robotik, elkøretøjer, energilagring, fintech, 3D-printning og blockchainteknkologi. Selskabet har også investeret i kryptovalutaer. Firmaet investerier i aktier, som man mener vil fordoble sin værdi over en 5-årig periode.